# کشتی سنگین

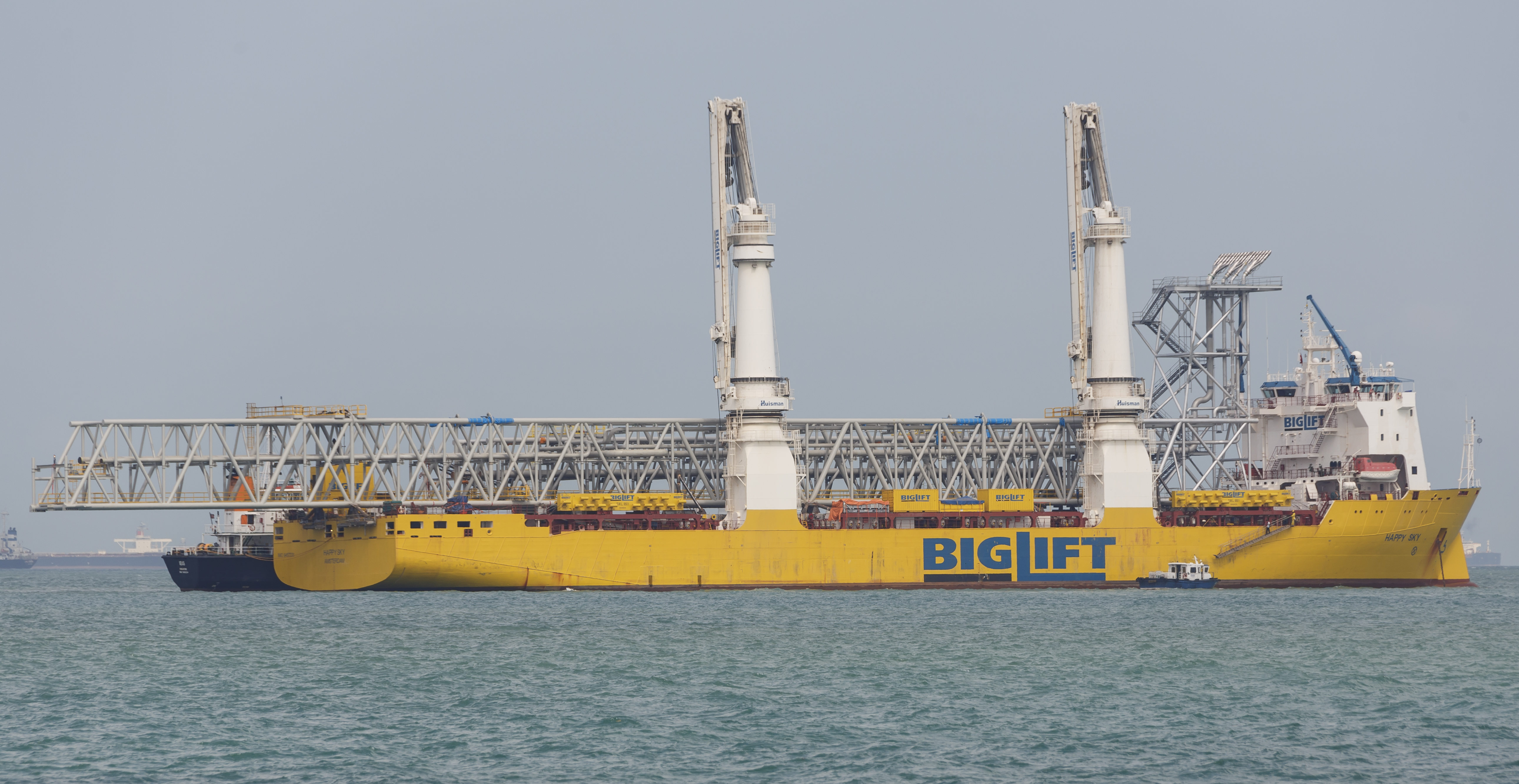
یک نمونه کشتی سنگین

کشتی سنگین (انگلیسی: Heavy-lift ship) گونه‌ای کشتی عظیم‌الجثه است، که با هدف انتقال و جابجایی سازه‌های بسیار بزرگ که انتقال آنها توسط کشتی‌های معمولی امکانپذیر نمی‌باشد، طراحی شده‌اند. نخستین کشتی سنگین در سال ۱۹۲۰ ساخته شد.